# アトランティス (2019年の映画)
アトランティス（英語: Atlantis, ウクライナ語: Атлантида）は、2019年のウクライナ映画で、監督・脚本・撮影・編集をヴァレンチン・ヴァシャノヴィチが務めたドラマである。ロシアとの戦争が終結した2025年のウクライナ東部を舞台に、PTSDに苦しむ元兵士の生活を描くディストピア的・終末論的フィクションである。全編がワンシーン・ワンショットの長回しで撮影され、プロの俳優ではなく退役軍人やボランティアが主要な役を演じた。
日本では、2019年に開催された第32回東京国際映画祭のコンペティション部門にて上映され、審査員特別賞を受賞した。また、同監督の作品『リフレクション』(2021年) とともに、2022年6月25日より劇場公開された。
映画は第76回ヴェネツィア国際映画祭の「オリゾンティ」部門で最優秀作品賞を受賞し、日本では第32回東京国際映画祭のコンペティション部門で上映され、審査員特別賞を受賞した。ウクライナ映画史における「100傑」では11位にランクインしている。

## 概要
- 2019年トロント国際映画祭のコンテンポラリー・ワールドシネマ部門で上映された[6]。第76回ヴェネツィア国際映画祭で、この映画はホライゾン部門の最優秀映画賞を受賞した[7]。第93回アカデミー賞の最優秀国際長編映画賞のウクライナのエントリーに選ばれたが、ノミネートされず[8]。
- この映画の役割は俳優ではなく、退役軍人、ボランティア、兵士が演じた[9]。主な役割の1つは、Andriy Rymarykによって演じられた[10] 元軍事スカウトは、ドンバス戦争を経験し、現在はクラウドファンディングを通じてウクライナの兵士を支援するウクライナのNGOであるCome Back Aliveで働いている。 注目すべきは、救急医療のリュドミラ・ビレカとボランティアのヴァシル・アントニアックも映画に出演したことある。
- 撮影は、主に2018年1月から3月にウクライナの都市マリウポリで行われた[11]

## あらすじ
物語は、2025年のウクライナ東部を舞台に、ドンバス戦争終結から1年後の荒廃した地域で生きる元兵士セルヒイ（アンドリー・リマルク）の姿を描く。PTSDに苦しむセルヒイは、友人のイヴァン（ヴァシル・アントニャク）と共に製錬所で働くが、戦争のトラウマから抜け出せず、戦闘服を着て射撃訓練を続ける。ある日、セルヒイは誤ってイヴァンの胸を撃つが謝罪する。しかし、平和な仕事に適応できないイヴァンは、製錬所で溶けた金属に飛び込み自殺する。
製錬所は経済自由化により閉鎖され、セルヒイは水不足の地域に水を届けるトラック運転手として働き始める。彼は、元考古学者で戦没者の遺体を発掘するボランティア団体「ブラック・チューリップ・ミッション」に所属するカーチャ（リュドムィラ・ビレカ）と出会い、彼女の作業に参加する。道中、爆発事故で負傷した環境NGOの女性を救出し、地域の土壌と水が戦争による汚染で回復に数十年かかることを知る。女性は国外移住を勧めるが、セルヒイは迷いながらもこの地に留まることを選ぶ。
カーチャに「なぜこの地に残るのか」と問われたセルヒイは、「他の場所では普通の人々の中で生きるのが難しい。ここは私のような者のための保護区だ」と答える。映画は、冒頭の赤外線カメラで撮影された狙撃兵の殺害シーンと、最後にセルヒイとカーチャが抱き合うシーンで枠取られる。

## キャスト
- アンドリー・リマルク（ウクライナ語版） - セルヒイ
- リュドムィラ・ビレカ - カーチャ
- ヴァシル・アントニャク - イヴァン
- アイハン・ハジベイリ
- カテリナ・ポプラフカ

## 製作

### スタッフ
- 監督・脚本・撮影・編集：ヴァレンチン・ヴァシャノヴィチ
- 製作：ヴォロディミル・ヤツェンコ、ヴァレンチン・ヴァシャノヴィチ、イヤ・ミスリツカ
- 美術監督：ヴラドレン・オドゥデンコ（ウクライナ語版）
- 製作会社：Harmata Film、Limelite
- 配給：Best Friend Forever（国際）、Arthouse Traffic（ウクライナ語版）（ウクライナ）

### 製作背景
『アトランティス』は、2018年1月から3月にかけて、主にウクライナのマリウポリで撮影された。予算は4184万フリヴニャ（約1億6000万円）。全編ワンシーン・ワンショットの長回し技法を用い、プロの俳優ではなく、ドンバス戦争を経験した退役軍人、救急医療従事者、ボランティアがキャストに起用された。主要キャストの一人、アンドリー・リマルクは元軍事スカウトで、ウクライナのNGO「ポヴェルヌス・ジヴィム」で活動している。

## 公開
映画は2019年9月4日、第76回ヴェネツィア国際映画祭の「オリゾンティ」部門でプレミア上映され、ウクライナ国旗が会場のあるリド島に掲揚された。同部門で最優秀作品賞を受賞した。その後、トロント国際映画祭のコンテンポラリー・ワールドシネマ部門や第32回東京国際映画祭のコンペティション部門で上映された。ウクライナでは2020年11月5日に劇場公開され、日本ではヴァレンチン・ヴァシャノヴィチの『リフレクション』と共に2022年6月25日から公開された。

## 受賞とノミネート
『アトランティス』は多数の国際映画祭で受賞・ノミネートされた。主なものは以下の通り：
| 日付         | 映画祭                           | 部門                       | 受賞者・対象                                             | 結果       | 出典   |
| ------------ | -------------------------------- | -------------------------- | -------------------------------------------------------- | ---------- | ------ |
| 2019年9月    | ヴェネツィア国際映画祭           | オリゾンティ最優秀作品賞   | 『アトランティス』                                       | 受賞       | [ 17 ] |
| 2019年10月   | 東京国際映画祭                   | 審査員特別賞               | 『アトランティス』                                       | 受賞       | [ 18 ] |
| 2019年       | ミンスク国際映画祭「リスタパド」 | 最優秀作品グランプリ       | 『アトランティス』                                       | 受賞       | [ 19 ] |
| 2019年       | モントリオール新映画祭           | ルーヴ・ドール賞           | 『アトランティス』                                       | 受賞       | [ 20 ] |
| 2019年       | オデーサ国際映画祭               | 国際コンペティション       | 『アトランティス』                                       | 受賞       | [ 21 ] |
| 2019年       | イスタンブール国際映画祭         | ゴールデン・チューリップ賞 | 『アトランティス』                                       | 受賞       | [ 22 ] |
| 2019年       | イスタンブール国際映画祭         | FIPRESCI賞                 | 『アトランティス』                                       | 受賞       | [ 23 ] |
| 2019年       | トロムソ国際映画祭               | オーロラ賞                 | 『アトランティス』                                       | 受賞       | [ 24 ] |
| 2019年       | キノコロ賞                       | 最優秀長編劇映画           | 『アトランティス』                                       | 受賞       | [ 25 ] |
| 2019年       | キノコロ賞                       | 最優秀監督                 | ヴァレンチン・ヴァシャノヴィチ                           | 受賞       | [ 26 ] |
| 2019年       | キノコロ賞                       | 最優秀男優                 | アンドリー・リマルク                                     | ノミネート | [ 27 ] |
| 2019年       | キノコロ賞                       | 最優秀女優                 | リュドムィラ・ビレカ                                     | ノミネート | [ 28 ] |
| 2021年       | サテライト賞                     | 最優秀国際映画             | 『アトランティス』                                       | ノミネート | [ 29 ] |
| 2021年3月9日 | シェフチェンコ・ウクライナ国家賞 | 映画芸術                   | ヴァレンチン・ヴァシャノヴィチ、ヴラドレン・オドゥデンコ | 受賞       | [ 30 ] |
| 2021年       | ゴールデングローブ賞             | 最優秀外国語映画           | 『アトランティス』                                       | ノミネート | [ 31 ] |
| 2021年       | アカデミー賞                     | 国際長編映画賞             | 『アトランティス』                                       | ノミネート | [ 32 ] |

## 評価
『アトランティス』は国際的に高い評価を受けた。『バラエティ』のデニス・ハーヴェイは、「視覚的に印象的で、戦争の荒廃した風景を力強く描いた作品」と評した。『ニューヨーク・タイムズ』のグレン・ケニーは、「暗い終末論的ラブストーリーとして、環境と人間の精神の破壊を巧みに融合させた」と述べた。『Cineuropa』は、「長回しによる没入感と、戦争の傷跡をリアルに捉えたキャスティングが作品の強み」と分析した。

## 文化的影響
『アトランティス』は、ドンバス戦争の影響とウクライナ東部の環境破壊をテーマに、戦争のトラウマをリアルに描いた作品として、ウクライナ国内外で注目された。非職業俳優の起用は、戦争経験者の視点を通じて物語の真実性を高め、ウクライナの現代史を象徴する作品として評価されている。